# 捷克空軍
捷克空軍（捷克語：Vzdušné síly）是捷克武裝部隊的空軍軍種。和陸軍一樣，空軍是捷克共和國的主要軍事力量之一。捷克的軍事航空部隊歷史傳統可以追溯到1918年，他們和斯洛伐克空軍一起在1993年繼承了捷克斯洛伐克空軍。1997年7月1日，捷克陸軍第3戰術航空軍和第4防空軍合併，組成了獨立的空軍總部。惟在2003年12月1日，因配合武裝部隊組織改組及捷克陸軍聯合部隊（Společné síly AČR）的成立，空軍一度失去獨立性。直到2013年7月1日，捷克武裝部隊組織再次改組並恢復空軍總部，空軍的獨立地位才恢復：相對於其他國家，捷克空軍在名義上隸屬於陸軍，但有自己的總部和指揮體系，實質上獨立運作，類似過去美國陸軍航空軍和美國陸軍的關係（名義上陸航軍和陸軍都受陸軍參謀長指揮，但實際上兩軍種獨立運作）。
捷克空軍負責透過北約整合防空系統（NATINAMDS）確保捷克領空的完整及安全，並為陸軍提供密接空中支援，及執行政府行政專機任務。在承平時期，空軍另外還會執行根據捷克法律和部門間協議賦予的任務，例如空中救護服務或搜索與救援任務（Search and rescue，SAR）。
捷克的JAS 39獅鷲戰鬥機主要在北約整合防空系統內，執行與捷克共和國和北大西洋公約組織防空相關的任務。在捷克本土，還可以部署亞音速的L-159 ALCA噴射教練/攻擊機來完成這項任務。 捷克領空的防空雷達操作與監控，由位於東布拉格縣舊博雷斯拉夫的第26指揮管制偵察團負責。在該團麾下共有7個無線電技術工程連分佈在全國各地，讓其指管監偵體系的耳目可以持續涵蓋捷克全境。

## 歷史沿革
更多資訊可參考捷克斯洛伐克空軍的歷史

### 初期歲月

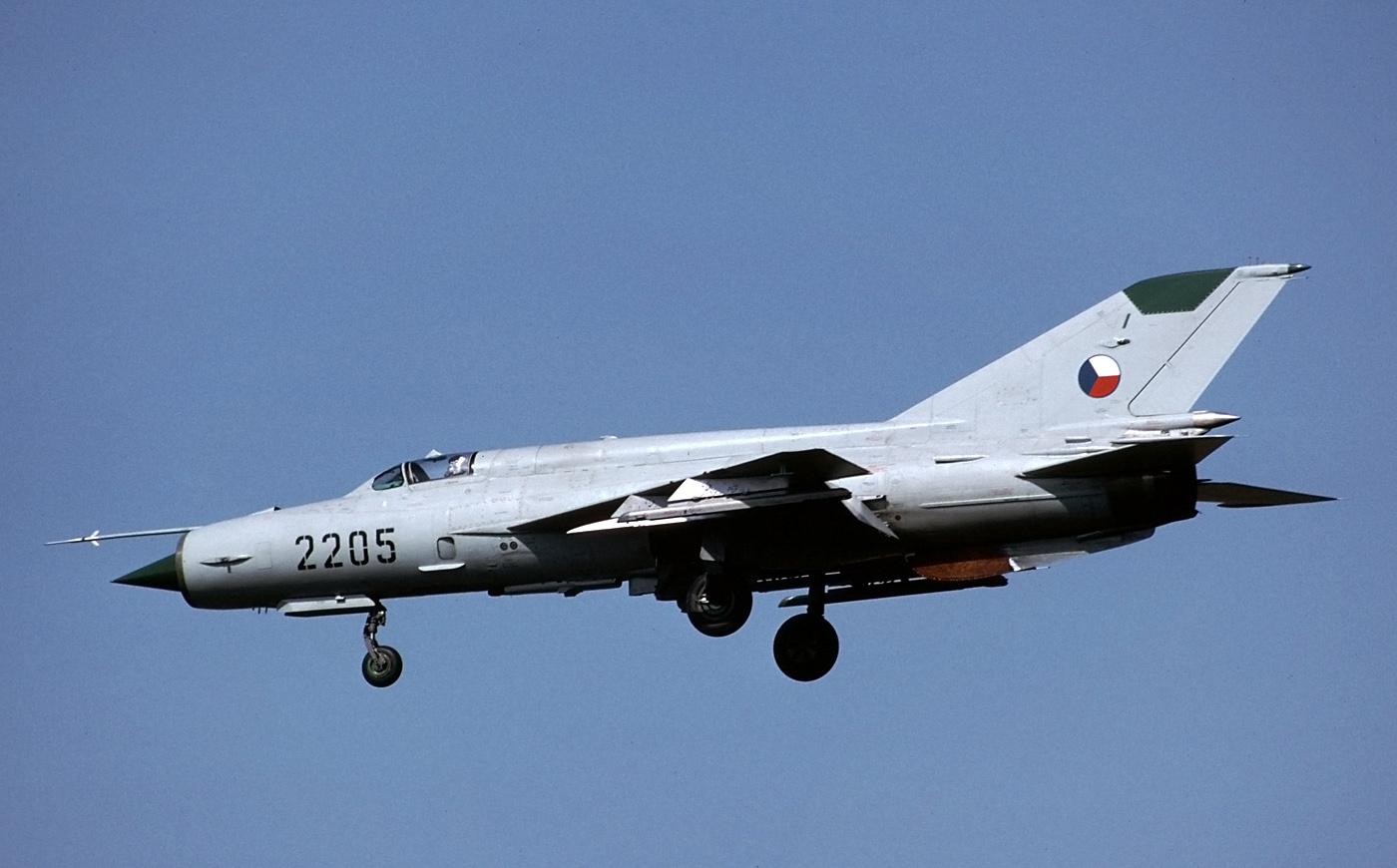
一架捷克空軍的MiG-21MF，在JAS-39服役前，MiG-21曾經是捷克空軍的主力戰鬥機

1993年的天鵝絨分離導致捷克空軍的機種、機隊數量和基地大幅減少。1994年，第3戰術航空軍成立。在分裂前，捷克斯洛伐克空軍軍械庫中最新銳的戰鬥機是MiG-29支點（18架A型和2架UB型）。但由於通用維修套件只有一組，在分裂後送給新成立的斯洛伐克共和國，而且所有機隊數量和維修料件都是按照1:1的比例與斯洛伐克均分，這導致捷克支點機隊的維修成本急速攀高。不合理的高成本迫使捷克與波蘭談判，捷克將全部10架MiG-29送給波蘭，並從波蘭交換11架PZL W-3A隼式直升機做為救難直升機，波蘭並提供航空電子設備和地面後勤支援。因此，10架空優戰鬥機被換成了11架輕型直升機，這項交換案已成為1990年代中期的熱門話題。支點機退役後，捷克的空防重擔就由其上一代的25架MiG-23鞭撻者（17架ML型、8架UB型）接棒。
新時代的捷克空軍於1997年7月1日正式組建，由第3戰術航空軍（飛行部隊）和第4防空軍（防空飛彈及雷達部隊）合併組成。自捷克共和國於1999年3月12日加入北約組織以來，這兩支部隊的成員都參與了聯盟的作戰行動。加入北約後，捷克空軍開始修改其軍事理論和更新機隊，並考慮採購新型西方戰鬥機。所有鞭撻者於1998年退役，因此10架MiG-21MF魚床被重新翻修並恢復現役，做為購買新型戰機之前的過渡機種－新機種在2001年12月經捷克政府宣布由瑞典的JAS-39獅鷲雀屏中選，預定將採購24架。但是隔年4月採購案在國會審查程序中，被捷克參議院就融資條件的部份否決。緊接著在8月，捷克又遭遇幾乎席捲全國的毀滅性洪水的影響，導致該交易案被推遲。

### 2000年代
2002年洪水災害過後，推遲的新型戰機採購案被捷克政府放棄，改為租賃案並發布了新的國際招標案。由於捷克接受了與瑞典政府間的10年租賃合約，且不涉及英國航太系統（BAE Systems，是紳寶集團JAS-39獅鷲外銷型的開發與銷售合作夥伴），獅鷲得以再次從6個不同的競標者中脫穎而出。媒體指控英國航太系統在最初的銷售工作中向決策高層提供回扣，但在司法調查中查無實據。
2008年12月，著眼於即將在阿富汗執行沙漠任務，捷克空軍希望尋找合作夥伴訓練直升機飛行員。以色列是唯一提供幫助的國家，因為該國認為這是一個機會，作為感謝捷克在60年前協助培訓以色列飛行員並在以色列獨立戰爭時支持以色列的回報。
捷克空軍的獨立性於2003年12月1日終止，該部隊成為新成立的捷克陸軍聯合部隊（Společné síly AČR）的一部份，指揮所位於奧洛摩次。在新的組織架構中，空軍司令被任命為聯合部隊副總司令。

### 2010年代
空軍在捷克陸軍聯合部隊組織內的運作於2013年6月30日結束。隔天7月1日，在根據2013年國防白皮書進行的陸軍及武裝部隊組織改組的架構內，捷克空軍重新成立了獨立的空軍總部，總部設在布拉格，利博爾.斯特凡尼克准將成為捷克空軍重新獨立後的首任司令官。伴隨空軍的重新獨立，前聯合部隊指揮部和支援部隊指揮部都在2013年6月30日解散。由於獅鷲的租賃合約即將在2015年到期，關於是否會續約租賃協議，或是琵琶別抱選擇其他類型戰鬥機的揣測越來越多。捷克政府預計在2015年之後進行招標，為空軍提供一支由18架超音速戰鬥機組成的部隊。由於基礎設施已經存在、人員訓練有素加以過去表現優良並有豐富操作經驗，JAS-39獅鷲被普遍認為是最有效及最有可能的選擇。然而，現有合約的背景—特別是被廣泛討論的涉嫌貪腐問題—阻止政治人物們接受直接續約，而是傾向再次全面招標，讓諸如F-16、F/A-18、F-15SE或F-35A等機種能夠參與競標。

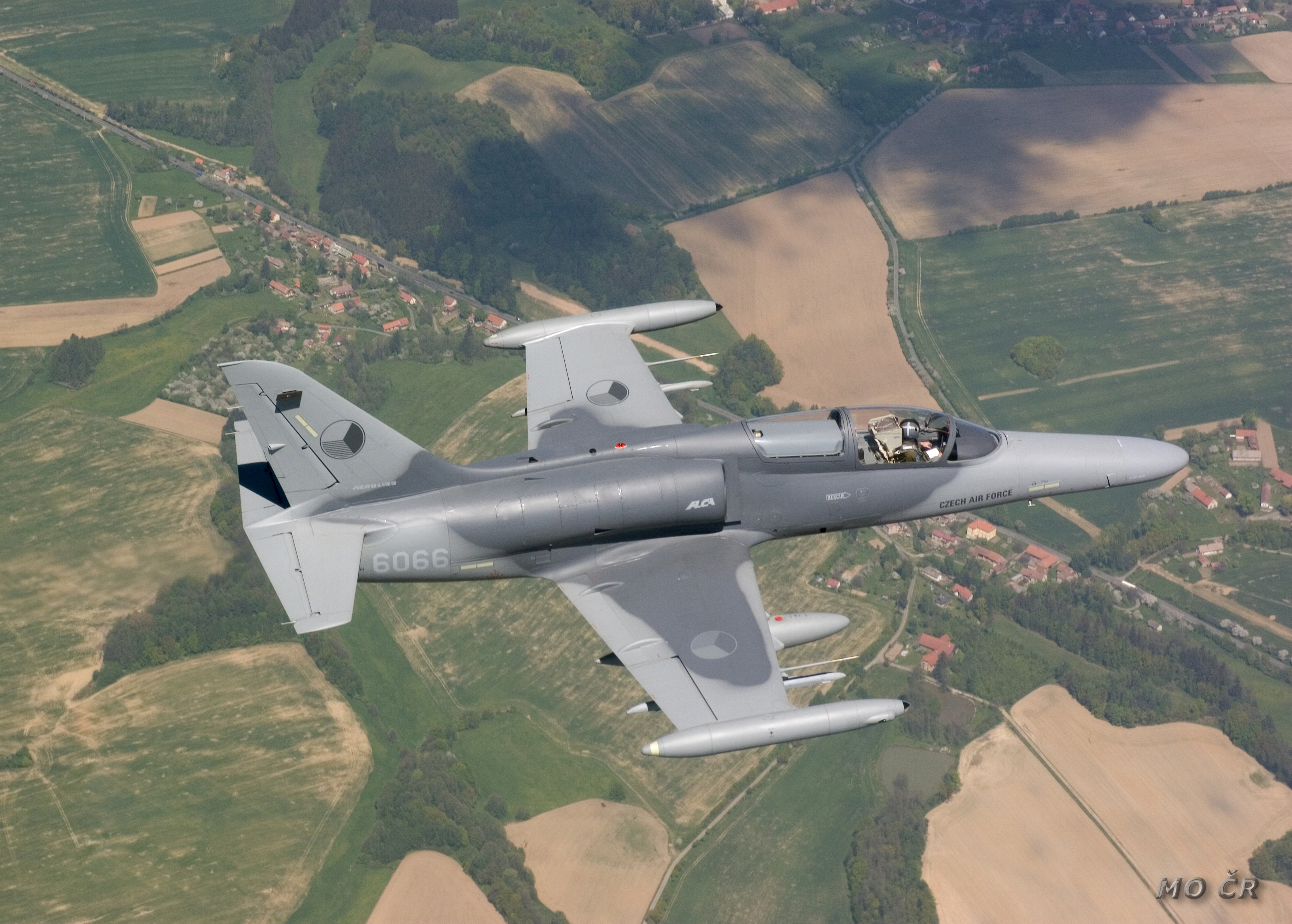
捷克空軍的L-159A ALCA先進輕型戰鬥機，此機為捷克本土的沃多喬迪航空工業製造

放棄超音速噴射戰鬥機、建立非超音速空軍也被列入討論的選項，因為在一個被盟國包圍的國家（除了南鄰的奧地利是永久中立國之外，捷克所有鄰國－德國、波蘭和斯洛伐克都是歐盟和北約的成員國），保留超音速噴射戰鬥機這種資產被認為成本高昂而且用途有限。在這種情況下，亞音速的L-159將成為空軍的支柱。但2011年捷克國防白皮書明確指出，超音速機隊將繼續存在於空軍，以「保護捷克共和國並確保在北約整合防空系統內的有效合作」。 12架單座和2架雙座戰機被認為足供在捷克本國領空巡邏，而18架則可以進一步支持其他北約國家的防空警備需求。初步資訊需求書（RFI）要求購買或租賃18架飛機。國防白皮書明確提出「12+2」解決方案，要求在2011年11月之前確定對超音速空軍的戰略要求。
2014年5月16日，瑞典國防出口局（FXM）總幹事與捷克國防部國防採購副部長簽署了《JAS-39獅鷲戰鬥機租賃延長附件協議》，確保了獅鷲戰鬥機的持續升級並增強這些飛機的戰鬥能力。這款瑞典製超音速戰鬥機將繼續在捷克空軍服役至2027年，並且捷克可以在屆期時行使選擇優先權再使用2年。
捷克國防部長馬丁·史卓普尼基公佈了以新武器替換前蘇聯製造的裝備並為捷克空軍採購直升機和雷達的計劃，預計將於2015年啟動招標。2019年6月，捷克國防部部長向政府提交了一份採購2架西班牙製EADS CASA C-295運輸機的合約，用以取代前蘇聯製造的Yak-40運輸機。2019年8月22日，捷克總理安德烈·巴比斯宣布，捷克空軍已經選擇接受貝爾直升機公司的報價，購買8架UH-1Y毒液和4架AH-1Z蝰蛇直升機。採購合約於同年12月13日簽署。

### 2020年代
2020年9月，捷克的最後2架前蘇聯Yak-40運輸機在布拉格-科別雷空軍基地退役。2021年9月，最後一架小型VIP運輸機CL-601挑戰者退役。2022年3月，它從空軍航空器清單中除名，現在是捷克軍事歷史研究所的典藏品之一。
2021年9月，捷克國防部長魯伯米爾·梅特納（Lubomír Metnar）與以色列政府簽署了蜘蛛防空系統的採購合約，以取代前蘇聯時代的2K12M2「立方體」飛彈。2022年4月，因應俄烏戰爭的爆發，捷克向烏克蘭捐贈了若干Mi-24雌鹿直升機作為軍事援助的一部份，之後美國國防部決定從其儲備機隊中額外贈送6架AH-1Z和2架UH-1Y作為禮物，以補足捷克因為對烏克蘭的支援和已採購的新機尚未交機而形成的戰力間隙。這些機隊將在2026年和2027年完成現代化升級後交機。前2架AH-1Z於2023年7月抵達捷克，稍後首批AH-1Z和UH-1Y直升機均在2023年9月於奧斯特拉瓦的北約日活動中向大眾公開展示。訂購的所有12架直升機預計將於2024年第一季末之前交付。
2022年7月，捷克政府選擇F-35A閃電II作為新型戰鬥機，接棒即將因為租賃合約於2027年到期而退役的JAS-39獅鷲。為此，國防部長雅娜·切諾霍娃被授權代表捷克與美國政府就採購24架戰鬥機進行談判。 9月27日，捷克政府批准了採購24架F-35A的合約，根據該合約，捷克的閃電將於2029年至2033年間交機。
自2022年9月1日起，因應斯洛伐克空軍停飛了全部的MiG-29並做為軍援送給了烏克蘭，而新型F-16C/D戰鬥機的交付期限被延遲至2024年。捷克空軍與波蘭空軍一起保護斯洛伐克領空，由兩國的戰鬥機部隊輪調駐留當地，直到斯洛伐克的戰隼機隊回國並開始承擔戰備為止。

## 捷克空軍與北約合作
自捷克加入北約組織以來，定期參加北約的多項國際演習對捷克空軍來說是理所當然的。2009年，捷克與鄰國德國簽署了跨國合作和培訓協議。

### 北約老虎會

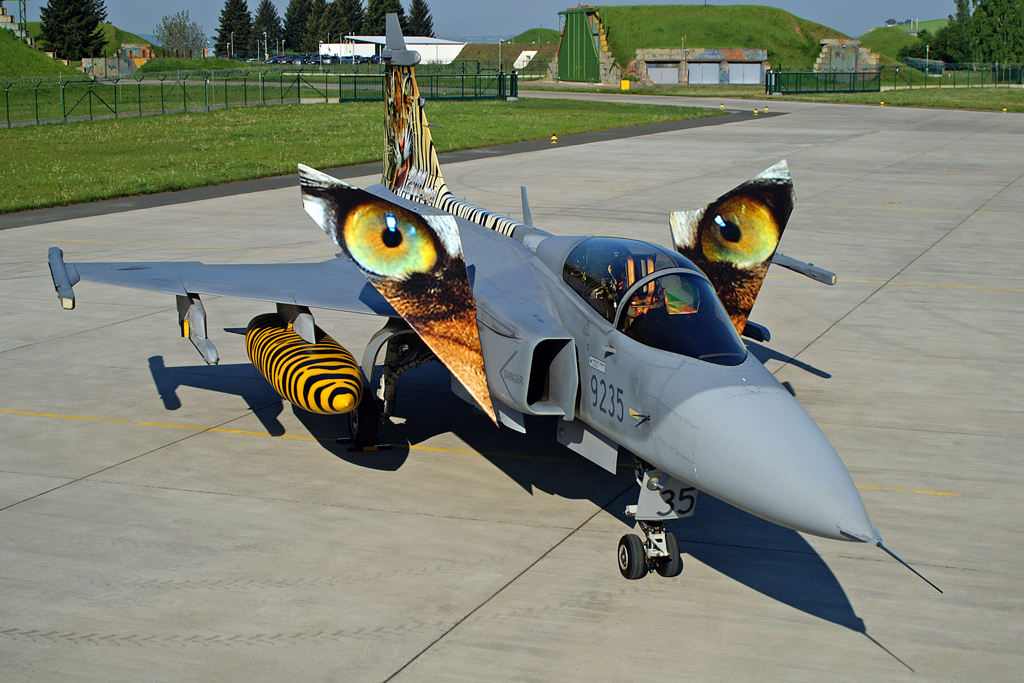
參加2011年北約老虎會的捷克獅鷲戰機

2002年，北約老虎會（NATO Tiger Meet）在葡萄牙貝亞空軍基地舉行。捷克空軍第331直升機中隊在那裡受到表彰，並且被宣布其成為北約老虎協會的正式成員。該中隊還獲得了最負盛名的獎盃－銀虎獎盃（Silver Tiger）。隨著第331中隊改編為第221直升機中隊及繼承「老虎」的命名，該部隊在新成員的加入下，繼續保持「老虎」的傳統，直到今天。
繼2005年部署新型JAS-39戰鬥機後，4架捷克「獅鷲」於2008年首次參加在法國朗迪維肖舉行的北約老虎會。2010年，第211戰術中隊在參加於荷蘭沃克爾空軍基地舉行的當年度北約老虎會後，成為捷克第二個老虎協會成員，並被授予銀虎獎盃。

### 機載預警與管制計畫
2011年，捷克共和國成為參加北約機載預警與管制（NAEW&C）計畫的第18個國家，出資維持並派遣人員參與北約組織唯一自有的實兵單位－北約機載預警與管制部隊的E-3A空中預警機機隊。參與這項國際合作案對捷克空軍官兵來說意味著積極參與預警機行動，為協助增進歐洲北約盟國的空防安全盡一份心力。參加NAEW&C計畫每年將花費捷克共和國約9,000萬捷克克朗。

## 國外佈署

### 阿富汗

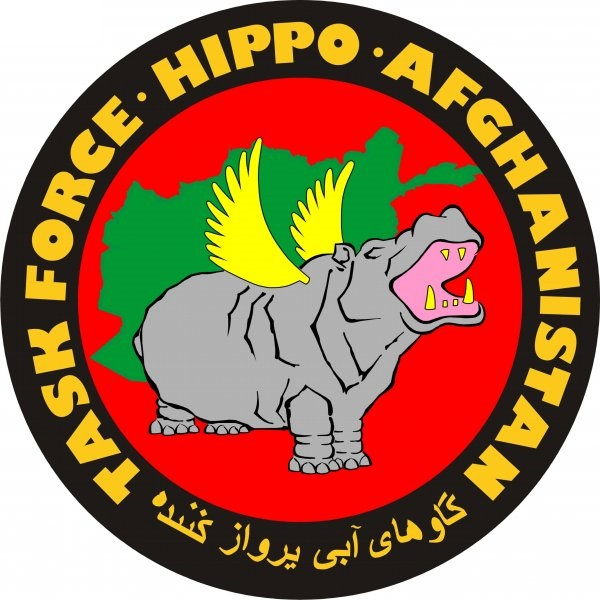
捷克Mi-17直升機阿富汗「河馬特遣隊」的臂章圖案，Mi-17的北約代號為「河馬」（Hippo），因此圖中放了一隻有翅膀的河馬

2009年12月，捷克空軍派員前往阿富汗，為即將部署的直升機部隊建造後方基地。首批3架配備PKM機槍的現代化Mi-171Sh直升機於2010年1月5日由安托諾夫An-124運輸機包機空運至阿富汗，佈署到帕克蒂卡省沙蘭的FOB永久前線作戰基地（FOB），所有直升機和擁有110名士兵的部隊於2010年1月17日抵達。這支被稱為「河馬特遣隊」的捷克直升機部隊隸屬於聯軍東部司令部。河馬特遣隊隨後於1月25日加入國際安全援助部隊的行動。
捷克空軍的第一個諮詢小組於2008年4月被派往阿富汗，第231和第221直升機中隊的成員參與其中，他們的任務是參與組建新的阿富汗國民軍。作為國際作戰指導和聯絡小組（OMLT）的一部分，他們開始在阿富汗負責擔任阿富汗本國籍Mi-24攻擊直升機機組人員的訓練教官，並同步訓練地勤人員。

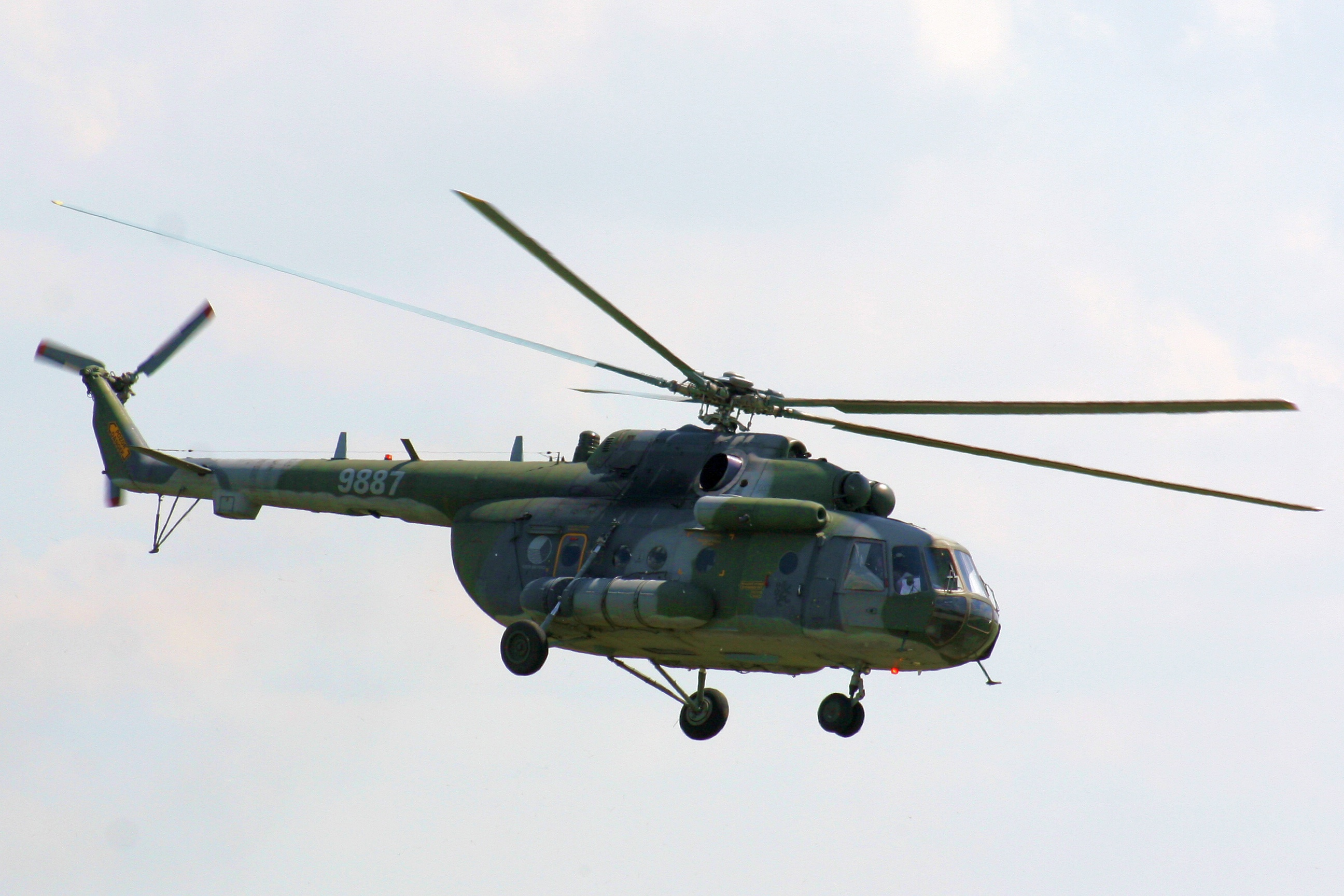
捷克空軍的Mi-17/Mi-171直升機

2010年，一支新的捷克隊伍－科別雷空中輔導隊（AMT）加入陣中。這支隊伍是來自第243直升機中隊的飛行員和技術人員，隸屬布拉格-科別雷第24運輸機基地。他們的主要任務是為阿富汗本國籍的Mi-17/Mi-171直升機的機組人員進行空中訓練。
捷克共和國也向阿富汗空軍提供了物資援助，其中包括提供航空裝備—6架Mi-17運輸直升機和6架Mi-24攻擊直升機。選定的直升機在經過大修和現代化後，全部在2007年至2009年期間交付給阿富汗國民軍。

### 波羅的海諸國

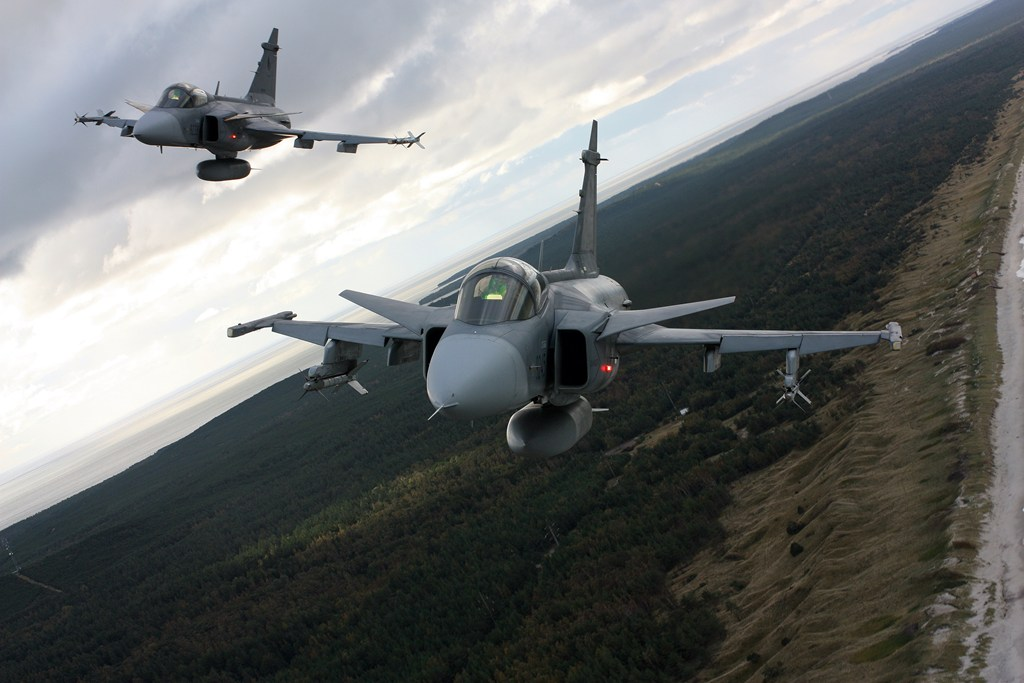
2012年，捷克波羅的海空中警戒特遣隊的獅鷲戰機，正飛過庫爾斯沙嘴上空

2009年5月1日至8月31日，捷克共和國首次加入波羅的海空中警戒（BAP）任務，當時一支由4架獅鷲戰機組成的特遣隊開赴波羅的海諸國，第二次特遣隊任務於2012年9月1日至2013年1月4日進行。波羅的海空中警戒任務的主要目標是確保波羅的海三國－愛沙尼亞、拉脫維亞及立陶宛的陸地和水域上空的領空的安全。整個任務是北約整合防空系統（NATINADS）的一部份，特遣隊駐留地點是立陶宛希奧利艾國際機場。其他的捷克空軍獅鷲機也在其位於恰斯拉夫的基地處於24/7的全天候待命狀態。與2009年一樣，在2012年波羅的海任務期間，捷克獅鷲特遣隊不時緊急升空進行攔截、監控及驅離任務，其攔截並驅離的目標，通常是未遵守民航空中走廊飛行規則的俄羅斯空軍的軍用飛機。

### 西奈半島

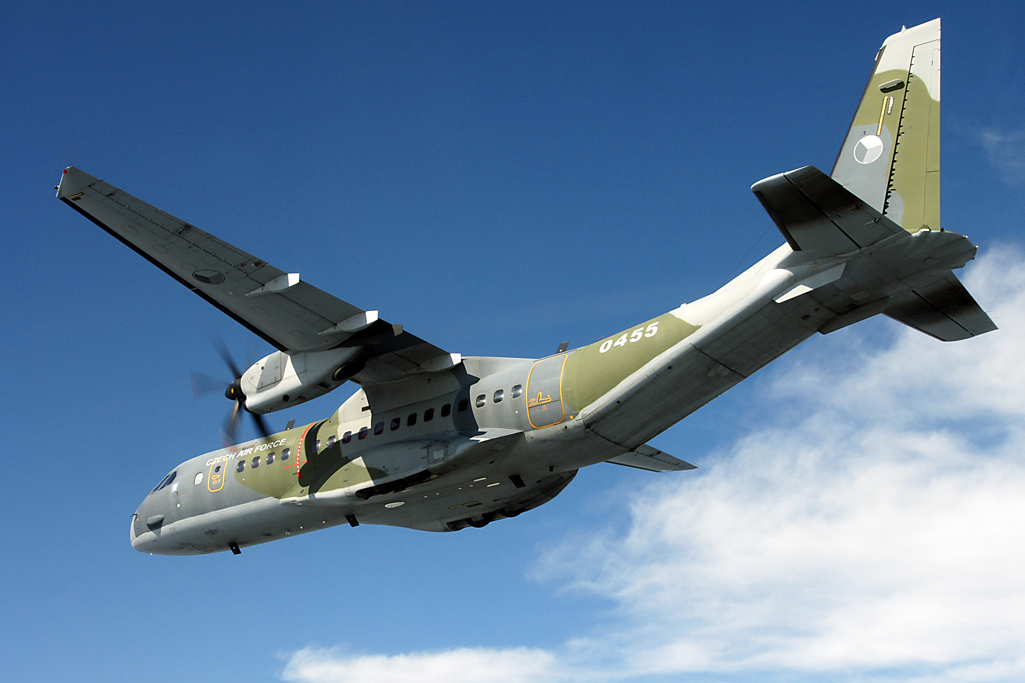
捷克空軍的CASA C-295M運輸機

捷克空軍運輸機部隊近年來最重要的任務之一，就是為駐紮在埃及西奈半島的多國觀察員部隊（MFO）提供支援。自2013年11月以來，隸屬第24運輸機基地的一支配備1架CASA C-295M運輸機的分遣隊一直在那裡營運，為觀察和監控埃及與以色列之間的和平協議做出貢獻。

### 烏克蘭
針對俄羅斯聯邦在2014年策動俄烏戰爭及併吞克里米亞，捷克共和國政府決定向烏克蘭人民提供協助。第一次大規模疏散後送在2014年2月27日展開，當時2架飛機從布拉格-科別雷第24運輸機基地飛往烏克蘭基輔。原作為政府行政專機使用的A319CJ特地配置了2個病患運輸裝置（PTU）和2具擔架，C-295M則配備了1個PTU和12具擔架。這幾架飛機將27名烏克蘭公民帶到了捷克。飛行期間的機上醫療，由來自利內的比爾森-利內航空救援服務中心和布拉格中央軍事醫院的軍事醫療人員團隊提供。第二次醫療後送任務於2014年3月6日執行，由1架C-295M執飛，這次飛行再次向捷克運送了11名傷者。

## 組織編制

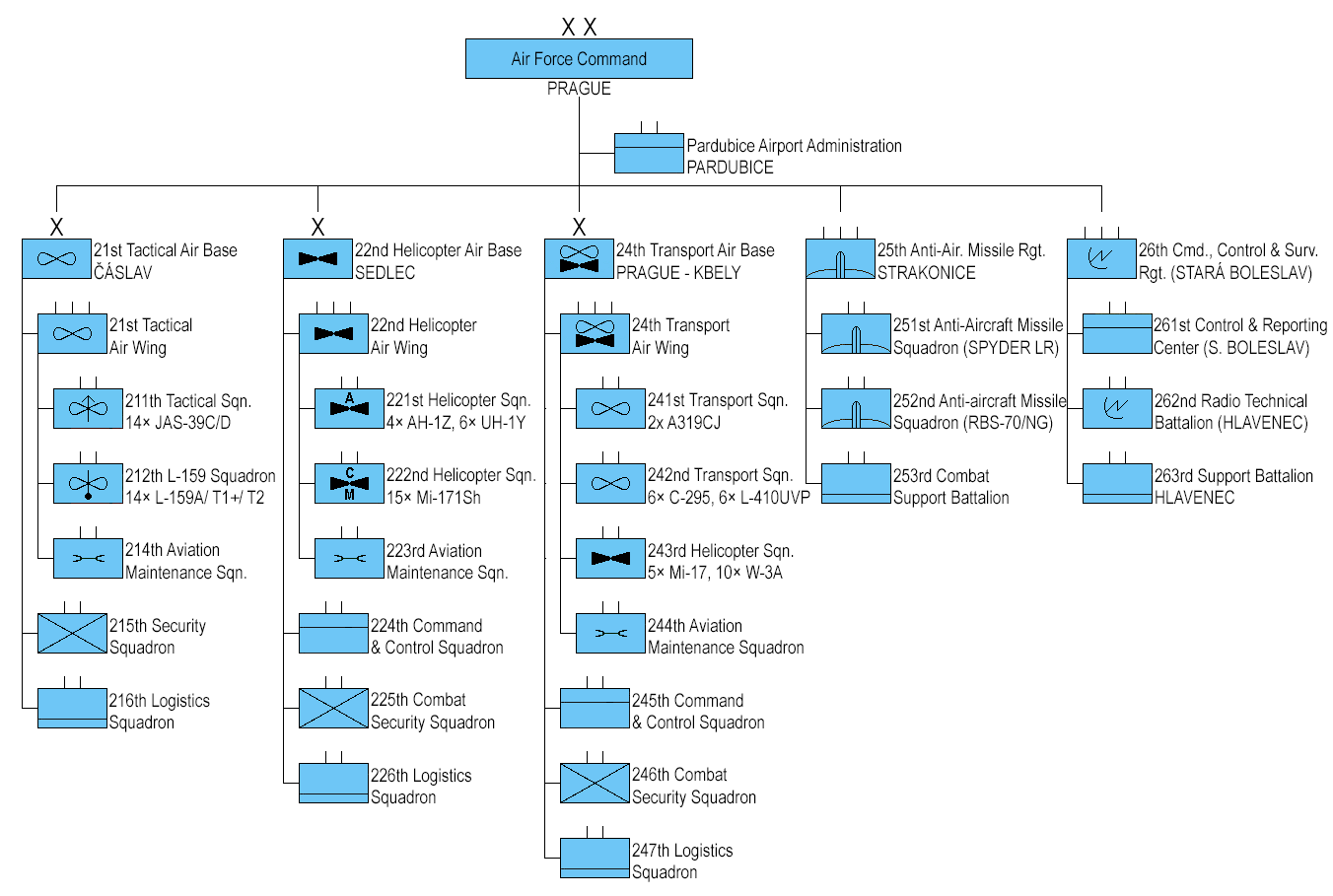
捷克空軍組織編制圖（2023年）

捷克空軍由以下主要單位組成：
- 空軍總部, 駐布拉格
  - 第21戰術空軍基地（捷克语：21. základna taktického letectva）「茲沃倫」[Note 4][Note 5]，駐恰斯拉夫，恰斯拉夫空軍基地（捷克语：Letiště Čáslav）
    - 第211「猛虎」戰術中隊（捷克语：211. taktická letka），操作14架JAS-39C/D獅鷲
    - 第212戰術中隊（捷克语：212. taktická letka），操作14架L-159A及2架L-159T1
    - 第213訓練中隊（捷克语：213. výcviková letka），操作2架L-159A、3架 L-159T1及3架L-159T2[47]

  - 第22直升機基地（捷克语：22. základna vrtulníkového letectva） 「比斯開灣」[Note 6]，駐奧斯拉瓦河畔納梅什季，納梅什季空軍基地（捷克语：Letiště Náměšť）
    - 第221「猛虎」直升機中隊（捷克语：221. vrtulníková letka），操作4架AH-1Z、 2架UH-1Y[32] 及4架Mi-171Sh
    - 第222直升機中隊（捷克语：222. vrtulníková letka），操作11架Mi-171Sh

  - 第24運輸機基地（捷克语：24. základna dopravního letectva）「托馬斯·馬薩里克」[Note 7]，駐布拉格，布拉格-科別雷機場（英语：Prague–Kbely Airport）
    - 第241運輸機中隊，操作A319CJ
    - 第242運輸及特種中隊，操作6架CASA C-295M（英语：EADS CASA C-295）、6架 Let L-410
    - 第243直升機中隊，操作1架Mi-8S、[48]5架Mi-17和10架PZL W-3A（英语：PZL W-3 Sokół）
      - 空中救難基地克里斯多福7號（捷克语：Kryštof 07）[Note 8]，操作1架PZL W-3A（英语：PZL W-3 Sokół），駐利內（英语：Líně），利內機場（捷克语：Letiště Plzeň-Líně）[49]

  - 第25防空飛彈團（捷克语：25. protiletadlový raketový pluk）「托布魯克」[Note 9]，駐斯特拉科尼采
    - 第251「雅羅斯拉夫·塞爾納將軍」（捷克语：Jaroslav Selner (generál)）[Note 10]防空飛彈營，操作SA-6飛彈
    - 第252「斯坦尼斯拉夫·克勞斯將軍」防空飛彈營，操作RBS-70NG飛彈
    - 「卡雷爾·馬西斯上校」（捷克语：Karel Mathes）[Note 11]支援暨安全營（原第253支援營）

  - 第26指揮管制偵察團（捷克语：26. pluk velení, řízení a průzkumu），駐舊博雷斯拉夫（英语：Brandýs nad Labem-Stará Boleslav）
    - 第261管制報告中心（英语：Control and Reporting Centre）（CRC，營級），駐赫拉韋內茨（英语：Hlavenec），該中心為北約整合防空系統（英语：NATO Integrated Air Defense System）的串聯單位之一，負責向德國於德姆的於德姆北約聯合空中作戰中心（英语：Combined Air Operations Centre）（CAOC Uedem）匯報敵情。
    - 第262無線電技術工程營，駐赫拉韋內茨
      - 第1連，操作RAT-31DL雷達（英语：Selex RAT-31DL），駐涅波利西（英语：Nepolisy）
      - 第2連，操作EL/M-2084機動雷達車（英语：EL/M-2084），駐波利奇卡
      - 第3連，操作EL/M-2084,[50]ST-68U及RL-4AS機動雷達車，駐舊上翁德雷尼察（英语：Stará Ves nad Ondřejnicí）
      - 第4連，操作RAT-31DL雷達，駐索科尼茨（英语：Sokolnice）
      - 第5連，操作EL/M-2084及ST-68U機動雷達車，駐特熱博托維茨（捷克语：Třebotovice）
      - 第6連，操作EL/M-2084、ST-68及RL-4AS機動雷達車，駐克里森尼茨（捷克语：Kříženec）
      - 第7連，操作EL/M-2084及ST-68U機動雷達車，駐赫魯索瓦尼（英语：Hrušovany (Chomutov District)）

    - 第263支援營，駐赫拉韋內茨
      - 部隊安全防護連
      - 後備管制報告中心保安連，駐韋特魯希采（捷克语：Větrušice）
      - 物流運輸連

    - 雷達維護中心，駐奧洛穆茨
    - 布拉格航空交通服務中心，駐布拉格瓦茨拉夫·哈維爾國際機場

  - 帕爾杜比采機場管理局（捷克语：Správa letiště Pardubice）
    - 航空訓練中心(CLV)（捷克语：Centrum leteckého výcviku），操作1架EV-97（英语：Evektor EV-97）、8架Z-142CAF（英语：Zlin Z-142）、1架Zlin Z-142（英语：Zlin Z-142）、1架Zlin Z-43（英语：Zlin Z-43）、7架L-39C、1架L-410UVP、8架Enstrom 480B（英语：Enstrom 480B）和6架Mi-17，駐帕爾杜比采，帕爾杜比采機場（英语：Pardubice Airport）。[51][52][53]航空訓練中心不屬於捷克軍方，是捷克國營公司布拉格馬萊希茨航空器維修公司（捷克语：LOM Praha）（捷克語縮寫LOM Praha sp.）的分公司。自2004年4月1日起，捷克軍方飛行員的初級和中級飛行訓練均由該中心負責，[54]只有完訓分發至部隊後的機種轉換訓練才由空軍自己進行。

## 機隊
更多資訊可參考捷克共和國軍用飛機列表

### 現役軍用機一覽

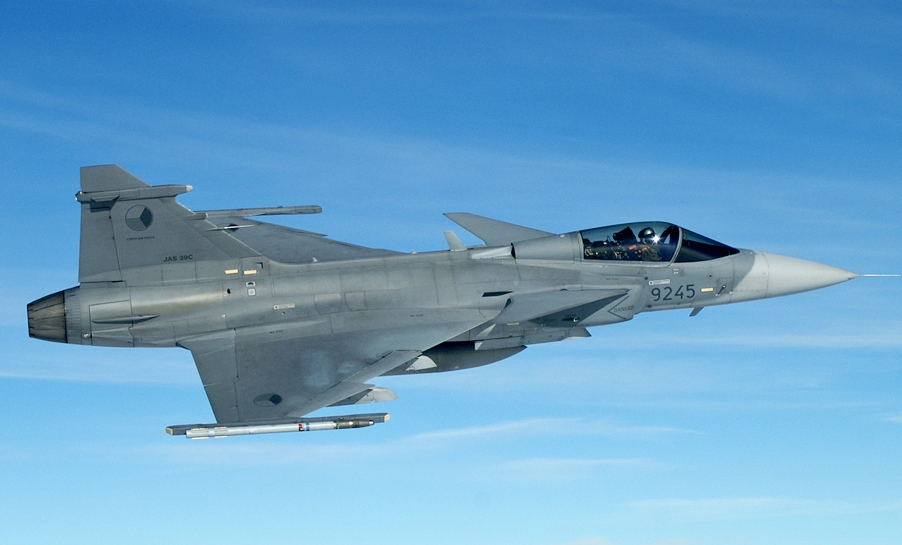
1架JAS-39C獅鷲正在空中巡航

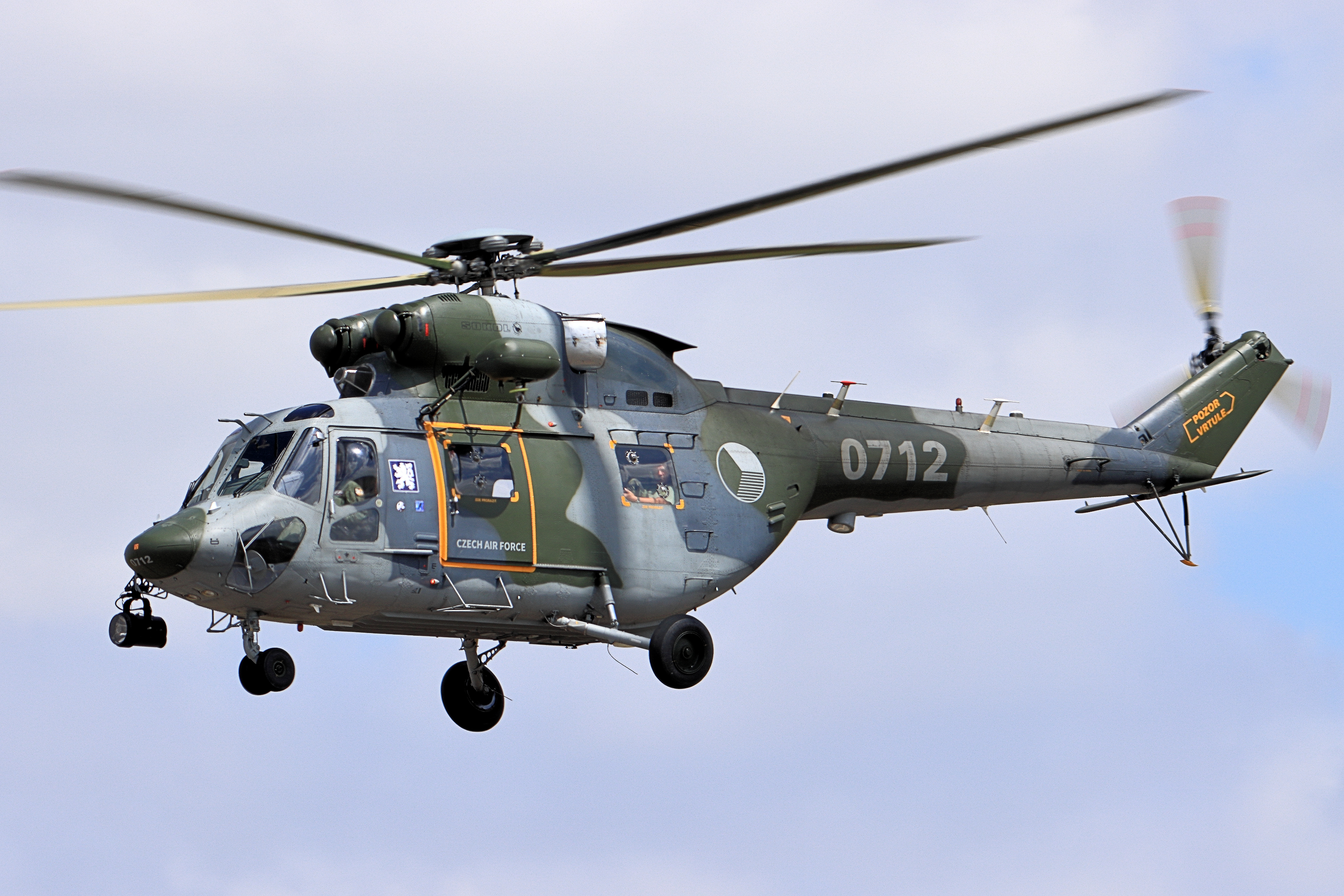
1架W-3A隼式（Sokół）直升機正在升空

| 飛機          | 生產國 | 種類           | 型號       | 現役數量 | 備註                          |        |
| 戰鬥機        | 戰鬥機 | 戰鬥機         | 戰鬥機     | 戰鬥機   | 戰鬥機                        | 戰鬥機 |
| ------------- | ------ | -------------- | ---------- | -------- | ----------------------------- | ------ |
| L-159 ALCA    | 捷克   | 輕型多用途戰機 | L-159A     | 16       |                               |        |
| JAS 39獅鷲    | 瑞典   | 多用途戰機     | JAS 39C    | 12       | 從瑞典空軍租借                |        |
| 運輸機        |        |                |            |          |                               |        |
| Let L-410     | 捷克   | 運輸機         | L-410UVP   | 6        | 2架L-410用於警戒巡邏          |        |
| 空中巴士A319  | 法國   | 行政專機       | A319CJ     | 2        |                               |        |
| CASA C-295    | 西班牙 | 運輸機         | C-295M     | 6        |                               |        |
| 直升機        |        |                |            |          |                               |        |
| Mi-17直升機   | 蘇聯   | 通用直升機     | Mi-17/171  | 20       |                               |        |
| PZL W-3       | 波蘭   | 通用直升機     | PZL W-3A   | 10       |                               |        |
| AH-1Z蝰蛇     | 美國   | 攻擊直升機     |            | 4        | 引進10架，其中6架將由美國捐贈 |        |
| UH-1Y毒液     | 美國   | 通用直升機     |            | 2        | 引進10架, 其中2架為美國捐贈   |        |
| 教練機        |        |                |            |          |                               |        |
| L-159         | 捷克   | 戰鬥/教練機    | L-159T1/T2 | 8        |                               |        |
| JAS 39 Gripen | 瑞典   | 戰鬥/教練機    | JAS 39D    | 2        | 從瑞典空軍租借                |        |

## 各級軍階
捷克空軍的階級章皆為肩章，下為各階級肩章圖像及中文/捷克文軍銜名稱對照表。
由於曾附屬在陸軍，因此除了肩章顏色以藍色表示代表空軍之外，階級章細部造型和軍銜名稱都和陸軍通用。

#### 軍官
| 北约代碼 | OF-9                    | OF-8                   | OF-7                 | OF-6                     | OF-5              | OF-4                 | OF-3          | OF-2            | OF-1               | OF-1            |
| -------- | ----------------------- | ---------------------- | -------------------- | ------------------------ | ----------------- | -------------------- | ------------- | --------------- | ------------------ | --------------- |
| 階級標示 |                         |                        |                      |                          |                   |                      |               |                 |                    |                 |
| 軍階     | 上將（Armádní generál） | 中將（Generálporučík） | 少將（Generálmajor） | 准將（Brigádní generál） | 上校（Plukovník） | 中校（Podplukovník） | 少校（Major） | 上尉（Kapitán） | 中尉（Nadporučík） | 少尉（Poručík） |

#### 士官與士兵
| 北约代碼 | OR-9                         | OR-8                 | OR-7                | OR-6                | OR-5             | OR-4              | OR-3              | OR-2             | OR-1                | OR-1            |
| -------- | ---------------------------- | -------------------- | ------------------- | ------------------- | ---------------- | ----------------- | ----------------- | ---------------- | ------------------- | --------------- |
| 階級標示 |                              |                      |                     |                     |                  |                   |                   |                  |                     |                 |
| 軍階     | 參謀准尉（Štábní praporčík） | 准尉（Nadpraporčík） | 士官長（Praporčík） | 上士（Nadrotmistr） | 中士（Rotmistr） | 首席下士（Rotný） | 資深下士（Četař） | 下士（Desátník） | 一等兵（Svobodník） | 二等兵（Vojín） |